# Daniel Haigneré
Pour les articles homonymes, voir Haigneré.
L'abbé Jacques Marie Daniel Haigneré, dit Daniel, né le 18 décembre 1824 à Bellebrune, mort le 13 décembre 1893 au Wast, est un ecclésiastique, historien spécialiste du Pas-de-Calais, président de la commission départementale des monuments historiques du Pas-de-Calais et un des fondateurs de la Société académique du Boulonnais en 1863.
Bachelier formé au collège Haffreingue d'Audinghen, il est ordonné prêtre du diocèse d'Arras en 1853. Collaborateur au journal L'Impartial, son attachement au bonapartisme lui vaut la relégation à la cure de Menneville (1872-1890). Archiviste de Boulogne-sur-Mer, il devient néanmoins chanoine honoraire en 1889  et curé du Wast,. Il est l'auteur d'un essai sur le patois picard du Boulonnais, publié de façon posthume entre 1901 et 1903.

## Publications
- Notice Archéologique historique et descriptive sur la Crypte de l'Église Notre-Dame de Boulogne, chez Imprimerie de Charles Aigre, 36 Rue des Pipots, à Boulogne-sur-Mer, 1854.
- Histoire de Notre-Dame de Boulogne, Imprimerie Berger frères, Grand Rue, 51, à Boulogne-sur-Mer, 1857.
- Dictionnaire historique de l'arrondissement de Boulogne.
- Dictionnaire historique et archéologique du Pas-de-Calais, éd. Sueur & Charrey, Arras, 1873-1883, 15.vol in-8.
- Cartulaire des établissements religieux du Boulonnais. , Boulogne : imprimerie C. Le Roy, 1880, 164 pages
- Recueil historique du Boulonnais (notices, articles, éphémérides) 1845-1893, Tome premier, Boulogne-sur-Mer, G.Hamain, 1897. Texte en ligne disponible sur LillOnum
- Recueil historique du Boulonnais (notices, articles, éphémérides) 1845-1893, Tome deuxième, Boulogne-sur-Mer, G. Hamain, 1898. Texte en ligne disponible sur LillOnum
- Recueil historique du Boulonnais (notices, articles, éphémérides) 1845-1893, Tome troisième, Boulogne-sur-Mer, G. Hamain, 1900. Texte en ligne disponible sur LillOnum